# Європейське товариство кардіологів
Європейське товариство кардіологів (англ. European Society of Cardiology — ESC) є членською організацією, яка нараховує понад 70 000 членів з усієї Європи.
Товариство бере участь у наукових та освітніх заходах для кардіологів, а також сприяє інформуванню суспільства щодо проблем серцево-судинних захворювань. Штаб-квартира — Європейський Дім Серця розташовується в Софії Антиполісі, Франція.

## Історія
Перше засідання Європейського товариства кардіологів було проведено в Брюсселі в 1949 році.
Перший конгрес був проведений в Парижі в 1952 році. Спочатку з'їзди проводилися кожні чотири роки, але з 1988 року проходить щорічно. Кожного року конгрес збирає до 30 тисяч фахівців з кардіології.
Крім того, кожного року товариство організовує до семи конгресів з різних напрямків кардіології.

## Структура
Члени Товариства охоплює п'ять асоціацій і п'ять консульств, які працюють з 19 фокус-групами з 54 різних національних товариств зі всієї Європи.

## Програми та послуги
ESC видає і редагує сім журналів з кардіології. Організація співпрацює з Американським коледжем кардіології, Американською Асоціацією Серця, та іншими організаціями для створення клінічних рекомендацій з лікуванням серцево-судинних захворювань.